# Qạsr al-Šawq
Qạsr al-Šawq (lit. en català: Palau del desig; originalment en àrab: قصر الشوق) és una novel·la publicada per l'escriptor egipci Naguib Mahfuz, que forma part de la Trilogia del Caire. Ambientada al Caire, la història es desenvolupa entre els anys 1924 i 1927, i mitjançant la família Abd el-Gawwad, s'acosta a la societat i problemes de l'època.
Aquesta etapa se la denomina l'"experiment liberal del govern egipci". Egipte deixa de ser oficialment un protectorat britànic i esdevé una monarquia parlamentària amb el partit Wafd al capdavant. El títol de la novel·la fa referència al nom del carrer on es troba la casa d'un dels protagonistes, Yasín Abd al-Gawwad. Aquest carrer és al Caire vell o el Caire fatimí.

## Sinopsi
En un estat encara sota influència britànica, la població assisteix a certa obertura i a la relaxació dels costums religiosos, amb diversions i excessos, sexe i beguda. El senyor Ahmad, pare de la família, duu una doble vida: es mostra sever i religiós davant la família, mentre que és bevedor, eloqüent i promiscu entre les seues amistats. La mort del seu fill Fahmi li fa posposar els vicis, almenys durant un temps, mentre s'adona que es fa vell.
La seua dona, Amina, és una mare dòcil i puritana, que respecta el marit i compleix els deures religiosos de manera estricta. Es veurà molt afectada per la mort del seu fill Fahmi.
El fill major, Yasín, segueix fidelment els passos de son pare quant als vicis, i les seues aventures amb dones li donaran a la família més d'un disgust.
El fill menor, Kamal, podria contenir alguns tints autobiogràfics. Està enamorat platònicament d'Aida Shaddad, i és un fervent cercador de la veritat. Estudia magisteri, encara que s'inclina més per la literatura i la filosofia. Els seus amics rics desvetlen els secrets de la classe alta de l'època. Kamal experimenta una crisi religiosa i perd la fe, després d'haver estat un nen assidu a la mesquita d'Al-Husayn.
Les dues filles, Aïxa i Jadwiga, s'han casat amb els germans Jalil i Ibrahim Shawkat.
A partir d'aquests i altres personatges propers a la família, se succeeixen els esdeveniments. Egipte assisteix a la concessió britànica de certa sobirania i a la seua occidentalització. S'hi barregen aspectes vells com el nepotisme, la influència de la religió i brots de malalties com el tifus, amb novetats com la ciència amb Darwin, els cotxes o certs drets per a les dones.
Part de l'acció es trasllada del Caire fatimí al barri del-Abbasiyya, on viu la família d'Aida Shaddad. Els seus habitants pertanyen a la nova classe alta del Caire, cosmopolita i educada en valors europeus.
Quant a l'estil, el mestratge de l'autor, que juga amb combinacions de mots, crea una gran bellesa. La natura és molt sovint observada. Els diàlegs solen ser enginyosos, especialment quan hi intervenen el senyor Ahmad o Jadwiga.